# Sciophila eryngii
Sciophila eryngii är en tvåvingeart som beskrevs av Chandler 1994. Sciophila eryngii ingår i släktet Sciophila och familjen svampmyggor.
Artens utbredningsområde är Israel. Inga underarter finns listade i Catalogue of Life.